# سیارک ۲۰۰۸
سیارک ۲۰۰۸ (به انگلیسی: 2008 Konstitutsiya، نامگذاری:1973SV4) دو هزار و هشتمین سیارک کشف شده‌است که در ۲۷ سپتامبر ۱۹۷۳ کشف شد.
قدر مطلق سیارک برابر ۱۰٫۳۰ است.